# Saint-Vincent (Haute-Loire)
Pour les articles homonymes, voir Saint-Vincent.
Saint-Vincent est une commune française située au cœur de l'Emblavez, dans le département de la Haute-Loire en région Auvergne-Rhône-Alpes.

## Géographie

### Localisation
La commune de Saint-Vincent se trouve dans le département de la Haute-Loire, en région Auvergne-Rhône-Alpes.
Elle se situe à 18 km par la route du Puy-en-Velay, préfecture du département, et à 29 km de Saint-Julien-Chapteuil, bureau centralisateur du canton d'Emblavez-et-Meygal dont dépend la commune depuis 2015 pour les élections départementales.
Les communes les plus proches sont : 
Lavoûte-sur-Loire (2,9 km), Beaulieu (3,1 km), Vorey (4,7 km), Rosières (6,3 km), Blanzac (6,6 km), Malrevers (6,8 km), Saint-Geneys-près-Saint-Paulien (7,0 km), Chaspinhac (7,0 km).

### Climat
Pour des articles plus généraux, voir Climat d'Auvergne-Rhône-Alpes et Climat de la Haute-Loire.
En 2010, le climat de la commune est de type climat océanique altéré, selon une étude du Centre national de la recherche scientifique s'appuyant sur une série de données couvrant la période 1971-2000. En 2020, Météo-France publie une typologie des climats de la France métropolitaine dans laquelle la commune est exposée à un climat de montagne ou de marges de montagne et est dans la région climatique Sud-est du Massif Central, caractérisée par une pluviométrie annuelle de 1 000 à 1 500 mm, minimale en été, maximale en automne.
Pour la période 1971-2000, la température annuelle moyenne est de 9,9 °C, avec une amplitude thermique annuelle de 16,5 °C. Le cumul annuel moyen de précipitations est de 671 mm, avec 7,7 jours de précipitations en janvier et 6,6 jours en juillet. Pour la période 1991-2020, la température moyenne annuelle observée sur la station météorologique de Météo-France la plus proche, « Le Puy-Chadrac », sur la commune de Chadrac à 9 km à vol d'oiseau, est de 10,4 °C et le cumul annuel moyen de précipitations est de 632,0 mm,. Pour l'avenir, les paramètres climatiques de la commune estimés pour 2050 selon différents scénarios d'émission de gaz à effet de serre sont consultables sur un site dédié publié par Météo-France en novembre 2022.

### Géologie et relief
Le territoire de la commune de Saint-Vincent alterne entre plaine et montagne. Le village est situé à l'ouest de la plaine de Larcenac. À l'ouest du village s'élèvent des montagnes boisées, dont le point culminant est le mont Courant (1 069 m), bien que ce dernier se trouve sur la commune de Saint-Paulien. L'un des sucs les plus connus à Saint-Vincent est le suc de Cèneuil (791 m).

## Urbanisme

### Typologie
Au 1er janvier 2024, Saint-Vincent est catégorisée commune rurale à habitat dispersé, selon la nouvelle grille communale de densité à sept niveaux définie par l'Insee en 2022.
Elle est située hors unité urbaine. Par ailleurs la commune fait partie de l'aire d'attraction du Puy-en-Velay, dont elle est une commune de la couronne,. Cette aire, qui regroupe 59 communes, est catégorisée dans les aires de 50 000 à moins de 200 000 habitants,.

### Occupation des sols
L'occupation des sols de la commune, telle qu'elle ressort de la base de données européenne d’occupation biophysique des sols Corine Land Cover (CLC), est marquée par l'importance des territoires agricoles (53 % en 2018), une proportion sensiblement équivalente à celle de 1990 (53,6 %). La répartition détaillée en 2018 est la suivante : 
forêts (42,6 %), prairies (32,9 %), zones agricoles hétérogènes (20,1 %), zones urbanisées (4 %), eaux continentales (0,4 %). L'évolution de l’occupation des sols de la commune et de ses infrastructures peut être observée sur les différentes représentations cartographiques du territoire : la carte de Cassini (XVIIIe siècle), la carte d'état-major (1820-1866) et les cartes ou photos aériennes de l'IGN pour la période actuelle (1950 à aujourd'hui).

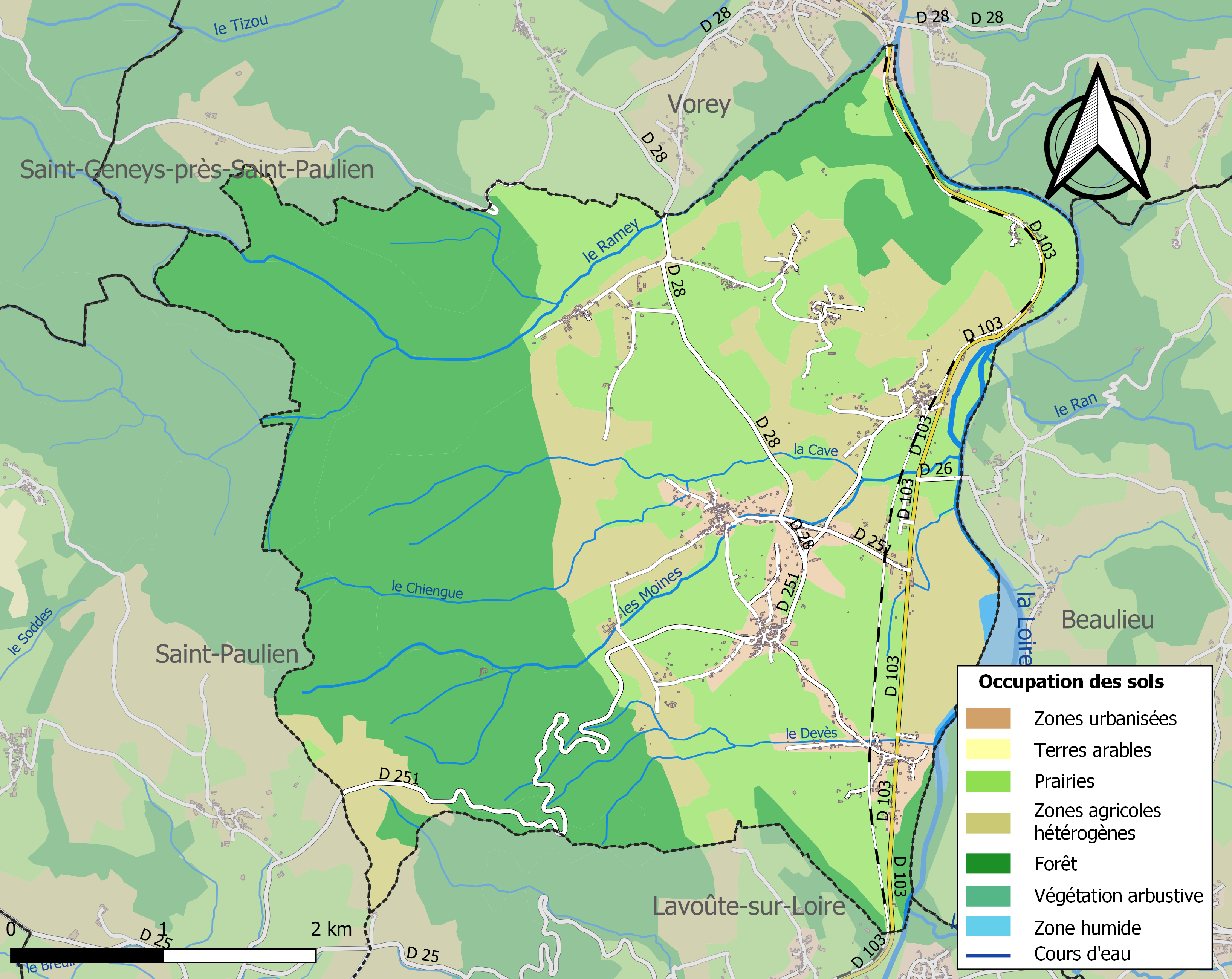
Carte des infrastructures et de l'occupation des sols de la commune en 2018 (CLC).

### Hameaux et lieux-dits
La commune de Saint-Vincent est composée, outre du bourg-centre, de plusieurs lieux-dits et hameaux plus ou moins proches et peuplés :
- Du Nord au Sud :
  - Labroc
  - Chalignac
  - Le Puy de Chalignac
  - Le Cros de la Gare
  - Viaye
  - Viaye les Moines
  - Le Breuil
  - Larcenac
- Hameaux implantés sur le suc de Cèneuil :
  - Cèneuil (Ceneuil)
  - La Couleyre
  - Marquesse
  - Cheyrac
  - La Ribeyre

### Habitat et logement
En 2018, le nombre total de logements dans la commune était de 595, alors qu'il était de 588 en 2013 et de 571 en 2008.
Parmi ces logements, 73,3 % étaient des résidences principales, 9,7 % des résidences secondaires et 17 % des logements vacants. Ces logements étaient pour 98,8 % d'entre eux des maisons individuelles et pour 1 % des appartements.
Le tableau ci-dessous présente la typologie des logements à Saint-Vincent en 2018 en comparaison avec celle de la Haute-Loire et de la France entière. Une caractéristique marquante du parc de logements est ainsi une proportion de résidences secondaires et logements occasionnels (9,7 %) inférieure à celle du département (16,1 %) mais supérieure à celle de la France entière (9,7 %). Concernant le statut d'occupation de ces logements, 82,5 % des habitants de la commune sont propriétaires de leur logement (81,1 % en 2013), contre 70 % pour la Haute-Loire et 57,5 pour la France entière.
| Typologie                                               | Saint-Vincent | Haute-Loire | France entière |
| ------------------------------------------------------- | ------------- | ----------- | -------------- |
| Résidences principales (en %)                           | 73,3          | 71,5        | 82,1           |
| Résidences secondaires et logements occasionnels (en %) | 9,7           | 16,1        | 9,7            |
| Logements vacants (en %)                                | 17            | 12,4        | 8,2            |

### Transports et voies de communications
La gare de Saint-Vincent-le-Château est reliée par une voie de chemin de fer à Saint-Étienne (en une heure) et Le Puy en Velay (en une vingtaine de minutes). La ligne de Saint-Georges-d'Aurac à Saint-Étienne-Châteaucreux est gérée par le réseau TER Auvergne-Rhône-Alpes.
La commune de Saint-Vincent est traversée par la D 103 allant vers Vorey ou Lavoûte-sur-Loire ; la D 251 partant du bourg jusqu'à Chassaleuil et Vialette ; la D 28 partant de Chalignac jusqu'à Vorey (par Brigols) ; et la D 26 partant vers Beaulieu (par Margeaix).

## Toponymie
Anciennes mentions : Ecclesia S. Vincentii (1119), Prioratus S. Vincencii in Vallavia (1449), Parochia S. Vincentii Vallis Amblavensis (1481).

## Histoire

### Antiquité
Des vestiges de l'époque gallo-romaine y ont été découverts.

### Époque Contemporaine
Au cours de la période révolutionnaire de la Convention nationale (1792-1795), la commune a porté le nom de Mont-Clergot.

## Politique et administration

### Découpage territorial
La commune de Saint-Vincent est membre de la communauté d'agglomération du Puy-en-Velay, un établissement public de coopération intercommunale (EPCI) à fiscalité propre créé le 26 décembre 2016 dont le siège est à Le Puy-en-Velay. Ce dernier est par ailleurs membre d'autres groupements intercommunaux.
Sur le plan administratif, elle est rattachée à l'arrondissement du Puy-en-Velay, au département de la Haute-Loire, en tant que circonscription administrative de l'État, et à la région Auvergne-Rhône-Alpes.
Sur le plan électoral, elle dépend du canton d'Emblavez-et-Meygal pour l'élection des conseillers départementaux, depuis le redécoupage cantonal de 2014 entré en vigueur en 2015, et de la deuxième circonscription de la Haute-Loire   pour les élections législatives, depuis le redécoupage électoral de 1986.

### Liste des maires
| Période                                  | Période            | Identité            | Étiquette | Qualité |
| ---------------------------------------- | ------------------ | ------------------- | --------- | ------- |
| Les données manquantes sont à compléter. |                    |                     |           |         |
| 1989                                     | 2014               | Jean-Louis Vidal    |           |         |
| 2014                                     | En cours (au 2026) | Jean-Benoit Girodet |           |         |

## Population et société

### Démographie

#### Évolution démographique
L'évolution du nombre d'habitants est connue à travers les recensements de la population effectués dans la commune depuis 1793. Pour les communes de moins de 10 000 habitants, une enquête de recensement portant sur toute la population est réalisée tous les cinq ans, les populations de référence des années intermédiaires étant quant à elles estimées par interpolation ou extrapolation. Pour la commune, le premier recensement exhaustif entrant dans le cadre du nouveau dispositif a été réalisé en 2004.

En 2022, la commune comptait 1 070 habitants, en évolution de +7 % par rapport à 2016 (Haute-Loire : +0,36 %, France hors Mayotte : +2,11 %).
| 1793  | 1800  | 1806  | 1821  | 1831  | 1836  | 1841  | 1846  | 1851  |
| ----- | ----- | ----- | ----- | ----- | ----- | ----- | ----- | ----- |
| 1 350 | 1 155 | 1 182 | 1 248 | 1 316 | 1 410 | 1 374 | 1 505 | 1 442 |

| 1856  | 1861  | 1866  | 1872  | 1876  | 1881  | 1886  | 1891  | 1896  |
| ----- | ----- | ----- | ----- | ----- | ----- | ----- | ----- | ----- |
| 1 403 | 1 502 | 1 416 | 1 414 | 1 433 | 1 422 | 1 400 | 1 293 | 1 307 |

| 1901  | 1906  | 1911  | 1921  | 1926 | 1931 | 1936 | 1946 | 1954 |
| ----- | ----- | ----- | ----- | ---- | ---- | ---- | ---- | ---- |
| 1 248 | 1 201 | 1 222 | 1 021 | 984  | 944  | 877  | 822  | 724  |

| 1962 | 1968 | 1975 | 1982 | 1990 | 1999 | 2004 | 2006 | 2009 |
| ---- | ---- | ---- | ---- | ---- | ---- | ---- | ---- | ---- |
| 759  | 709  | 731  | 775  | 806  | 831  | 938  | 937  | 974  |

| 2014 | 2019  | 2022  | - | - | - | - | - | - |
| ---- | ----- | ----- | - | - | - | - | - | - |
| 989  | 1 028 | 1 070 | - | - | - | - | - | - |

#### Pyramide des âges
En 2018, le taux de personnes d'un âge inférieur à 30 ans s'élève à 29,4 %, soit en dessous de la moyenne départementale (31 %). À l'inverse, le taux de personnes d'âge supérieur à 60 ans est de 30,8 % la même année, alors qu'il est de 31,1 % au niveau départemental.
En 2018, la commune comptait 500 hommes pour 520 femmes, soit un taux de 50,98 % de femmes, légèrement supérieur au taux départemental (50,87 %).
Les pyramides des âges de la commune et du département s'établissent comme suit.
| Hommes | Classe d’âge | Femmes |
| ------ | ------------ | ------ |
| 0,2    | 90 ou +      | 1,0    |
| 7,3    | 75-89 ans    | 9,2    |
| 23,4   | 60-74 ans    | 20,4   |
| 20,0   | 45-59 ans    | 19,8   |
| 20,0   | 30-44 ans    | 19,8   |
| 9,7    | 15-29 ans    | 9,9    |
| 19,2   | 0-14 ans     | 19,8   |

| Hommes | Classe d’âge | Femmes |
| ------ | ------------ | ------ |
| 0,9    | 90 ou +      | 2,5    |
| 8,4    | 75-89 ans    | 11,7   |
| 20,4   | 60-74 ans    | 20,5   |
| 21,3   | 45-59 ans    | 20,3   |
| 16,8   | 30-44 ans    | 16,3   |
| 15,2   | 15-29 ans    | 13,2   |
| 17     | 0-14 ans     | 15,6   |

## Économie

### Revenus
En 2018, la commune compte 457 ménages fiscaux, regroupant 1 057 personnes. La médiane du revenu disponible par unité de consommation est de 21 150 € (20 800 € dans le département).

### Emploi
| Division       | 2008  | 2013  | 2018  |
| -------------- | ----- | ----- | ----- |
| Commune        | 5,4 % | 9,1 % | 5,9 % |
| Département    | 6,3 % | 7,7 % | 7,7 % |
| France entière | 8,3 % | 10 %  | 10 %  |

En 2018, la population âgée de 15 à 64 ans s'élève à 591 personnes, parmi lesquelles on compte 77 % d'actifs (71,1 % ayant un emploi et 5,9 % de chômeurs) et 23 % d'inactifs,. Depuis 2008, le taux de chômage communal (au sens du recensement) des 15-64 ans est inférieur à celui de la France et du département.
La commune fait partie de la couronne de l'aire d'attraction du Puy-en-Velay, du fait qu'au moins 15 % des actifs travaillent dans le pôle,. Elle compte 135 emplois en 2018, contre 109 en 2013 et 93 en 2008. Le nombre d'actifs ayant un emploi résidant dans la commune est de 429, soit un indicateur de concentration d'emploi de 31,5 % et un taux d'activité parmi les 15 ans ou plus de 56,7 %.
Sur ces 429 actifs de 15 ans ou plus ayant un emploi, 72 travaillent dans la commune, soit 17 % des habitants. Pour se rendre au travail, 92,1 % des habitants utilisent un véhicule personnel ou de fonction à quatre roues, 1,4 % les transports en commun, 2,7 % s'y rendent en deux-roues, à vélo ou à pied et 3,7 % n'ont pas besoin de transport (travail au domicile).

## Culture locale et patrimoine

### Lieux et monuments
- Église Saint-Vincent 

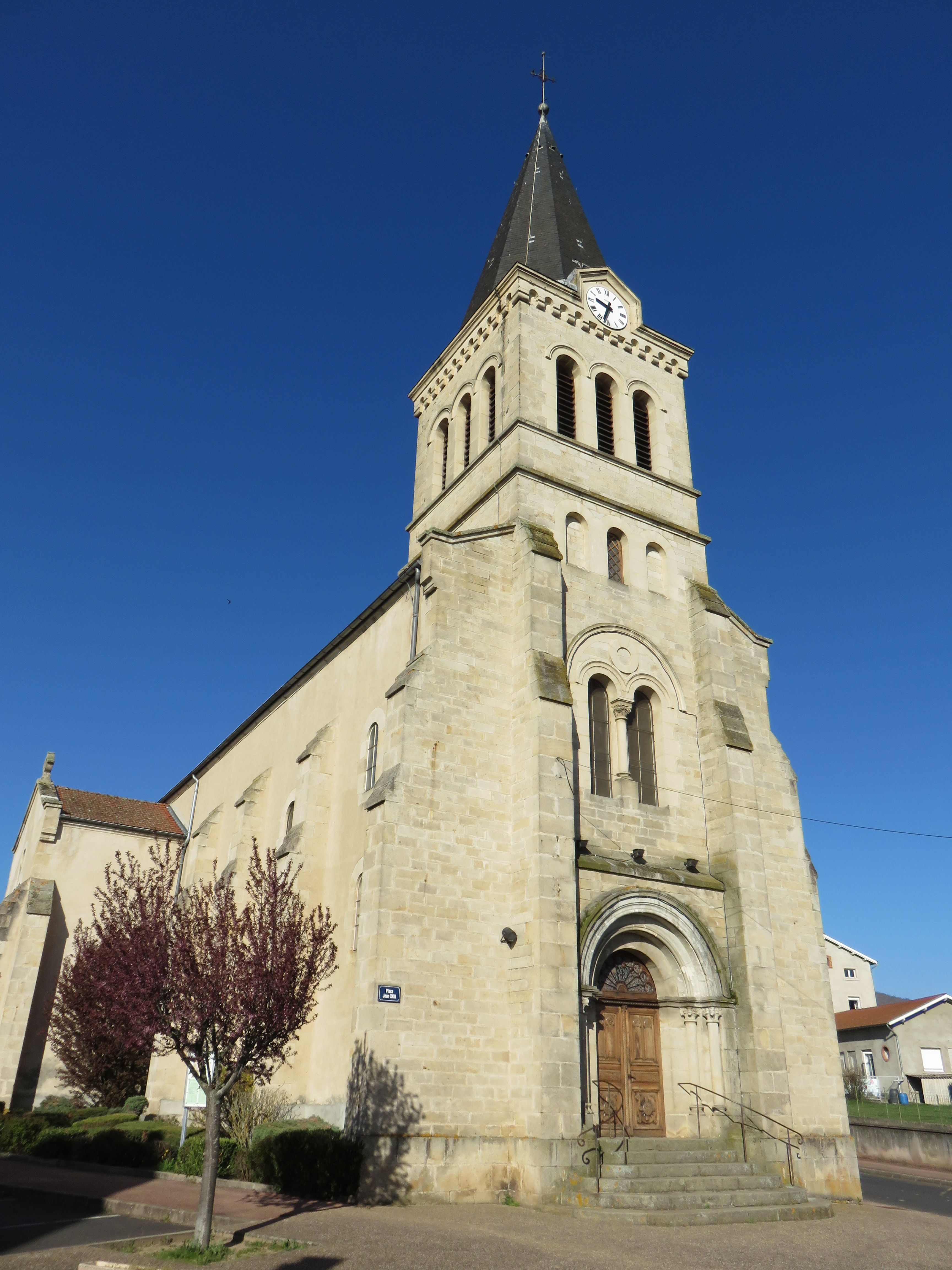
L'église Saint-Vincent de Saint-Vincent.

  - Construite entre 1875 et 1885 pour remplacer une église romane incendiée, elle abrite des tapisseries remarquables illustrant la vie et le martyr de saint Vincent, inscrites à l'inventaire supplémentaire des monuments historiques à la fin du XXe siècle[26].
- Pierre à bassin de Saint-Martin.
- Vestiges du château de Cèneuil.
- Assemblées (maisons des Béates).
- Pont de Margeaix
- Les trois croix de Saint Vincent
- La Croix du Puy de Chalignac

### Personnalités liées à la commune
- Benoît Félix Richond (1795-1873), horloger parisien est décédé à Viaye de Saint-Vincent. Il est le fils de Claude Francois Benoît Richond, député aux Conseil des Cinq-Cents, et petit-fils de Benoît-Régis Richond, député aux Etats généraux de 1789.